# Nanodeaceae
Họ Nanodeaceae Nickrent & Der, 2010 là một họ thực vật hạt kín mới đề xuất năm 2010, xếp trong bộ Santalales. Do vậy, họ này không có hệ thống APG III năm 2009 (không đổi so với hệ thống APG II năm 2003 và hệ thống APG năm 1998) mà chỉ được coi là một phần trong họ Santalaceae s. l., nhưng được đề cập trong website của APG như là nhóm Nanodea.

## Phân loại
Chi điển hình: Nanodea Banks ex C.F. Gaertn.. Họ này khi được công nhận sẽ bao gồm 2 chi và 2 loài:
- Mida A. Cunn. ex Endl.: 1 loài (M. salicifolia A. Cunn.), phân bố rời rạc từ New Zealand tới quần đảo Juan Fernandez.
- Nanodea Banks ex C.F. Gaertn.: 1 loài (N. muscosa C.F. Gaertn.) tại vùng ôn đới Nam Mỹ (Patagonia, Tierra del Fuego và quần đảo Falkland).

## Đặc điểm
Mida là cây gỗ bán ký sinh trong khi Nanodea là cây bụi lùn tạo thảm cây cỏ lớp đất mặt sinh sống trong môi trường đầm lầy than bùn. Cả hai đều có lá đơn mọc so le, nhưng có hình dạng khác nhau. Mida có các lá gióng như "lá liễu" mở rộng trong khi ở Nanodea thì lá thẳng và hơi dày thịt. Hoa lưỡng tính, mẫu 4, với đài phụ. Các lông tơ đối diện với các nhị hoa, cũng như có một đĩa tuyến mật xẻ thùy. Bầu nhụy 1 ngăn thuộc loại hạ ở Nanodea và bán hạ ở Mida. Cột thực giá noãn thẳng, và ít nhất ở chi Mida thì mở rộng vượt xa ngoài các noãn về phía đỉnh như một phần lồi hình nón đối với gốc vòi nhụy. Có hai hay ba noãn không vỏ bao. Túi phôi mở rộng vượt quá noãn hay thực giá noãn. Quả thành thục là quả hạch (giả quả hạch) với các phần bao hoa bền.
Mida biểu lộ các đặc trưng sinh dưỡng và hoa chung, vì thế không ngạc nhiên khi người ta từng phân loại nó cùng với các thành viên trong tông Santaleae như Fusanus và Eucarya, cả hai hiện nay đều được coi là một phần của chi Santalum. Quan hệ này được hỗ trợ bởi các đặc trưng phôi, chẳng hạn như túi phôi của Polygonum mở rộng vượt quá noãn trong trạng thái nhân thứ 4. Nhưng các biến đổi trong hành vi "hùng hổ" của túi phôi cũng xảy ra ở các thành viên khác của Santalaceae s.l. cũng như ở Opiliaceae, Misodendraceae và Loranthaceae, vì thế đặc trưng này không thể sử dụng để kết nối Mida với nhánh cụ thể nào đó của bộ Santalales. Các phân bố địa lý của 2 chi này gợi ý rằng chúng có thể là các sinh vật cổ sót lại từ thời siêu đại lục Gondwana.